# Kantel
Eine Kantel ist ein Holzstab (Kantholz) hoher Qualität, der zur Herstellung von maßhaltigen Bauelementen dient, insbesondere Fenstern und Türfriesen. Kanteln, die zur Herstellung von Fenstern dienen, haben üblicherweise einen quadratischen Querschnitt.
Heute werden Kanteln meist als Brettschichtholz gefertigt. Drei, seltener auch vier Schichten werden zusammengefügt und verleimt, wodurch die spätere Verwindung des Holzes stark eingeschränkt wird (Leimholzkantel). In der Regel werden Äste, Risse und Harzgallen (sowie unter Umständen farbliche Abweichungen) dem Holz herausgeschnitten, um nur makellose, einwandfreie Abschnitte zu verwenden. Diese werden vor der schichtweisen Verleimung meist durch Keilzinkung zu längeren Stücken verbunden. Auf diese Weise erhält man maßhaltige Kanthölzer, die aus natürlich gewachsenem Holz schwierig zu schneiden wären.
Kanteln für Fenster, die etwa an der "Wetterseite" der Bewitterung ungeschützt ausgesetzt sind, sollten mit einer durchgehenden Decklage gefertigt werden, d. h. bei der äußeren Schicht wird auf die Keilverzinkung verzichtet.

## Varianten
- Eine Massivholzkantel besteht aus einem soliden Stück oder aus verleimten Schnittholzstücken, die wenigstens Brettstärke haben.
  - Eine stabverleimte Kantel gilt als Massivholzkantel. Der Kern besteht jedoch aus dünnen, stabartig verleimten Lamellen und weist somit ein uneinheitliches Bild auf. Dadurch wird die Rissbildung vermindert und die Verzugsstabilität nochmals verbessert.
- Eine schichtverleimte Kantel besteht aus schichtartig verleimten Holzlamellen. Durch diese Verleimung entsteht ein Absperreffekt der das Verziehen und die Rissbildung vermindert und die Stabilität erhöht.